# Danish Touringcar Championship
Danish Touringcar Championship (forkortet DTC) er en dansk løbsserie, inden for motorsport, der startede i 1998 og sluttede i 2011, efter sammenlægning med den svenske motorsportsserie, til STCC. Reglerne for bilerne lægger sig tæt op af det internationale WTCC (S-2000).
I udviklingsfasen blev løbsserien både kaldt Pro-Am & Dansk Touringcar Challenge. Det første år var der 12 biler til start, i en blanding af amatører og 5 professionelle kørere (John Nielsen, Kris Nissen, Kurt Thiim , Jan Magnussen og Jason Watt).
Første løb blev afviklet 2. maj 1999 på Jyllandsringen.
I 2011 blev DTC slået sammen med Swedish Touring Car Championship (Scandinavian Touring Car Championship) på grund af den manglende deltagelse af danske teams. Dog vender DTC forkortelsen tilbage i 2012 som Danish Thundersport Championship.

## Baner
DTC afvikles hovedsageligt på danske baner i Jylland. Der køres flest løb på Jyllandsringen og derudover køres der på Padborg Park og Ring Djursland. I nogle af de tidligere sæsoner har der været løb i udlandet, hovedsageligt i Sverige hvor der har været kørt på Ring Knutstorp, Mantorp Park og Sturup Raceway. Udover Sverige har DTC også været i Holland hvor der blev kørt på Circuit Park Zandvoort.

## Mesterskaberne
Der er fire forskellige mesterskaber med i DTC.

Kørermesterskabet: Det mesterskab, der er mest prestigefyldt at vinde, og alle undtaget Invitation Only kørerne tæller. Kørerne får point for deres placering efter hvert heat.
I Slutstillingen fratrækkes hver kørers fem dårligste resultater. Dog kan man ikke fratrække heat hvor man er blevet diskvalificeret eller det sidste heat i sæsonen.
- Vinder: 20 point
- Nr. 2: 17 point
- Nr. 3: 15 point
- Nr. 4: 13 point
- Nr. 5: 11 point
- Nr. 6: 10 point
- Nr. 7: 9 point
- Nr. 8: 8 point
- Nr. 9: 7 point
- Nr. 10: 6 point
- Nr. 11: 5 point
- Nr. 12: 4 point
- Nr. 13: 3 point
- Nr. 14: 2 point
- Nr. 15: 1 point

Team: Hvert team må kun have to biler, der tæller med i teammesterskabet, og bilerne skal være af samme fabrikat. Der gives point efter samme system som for kørerne.
DTC Cup: Da DTC efterhånden blev mere domineret af professionelle køre valgte man et indføre et separat mesterskab for privatkørere, for at gøre DTC mere attraktivt for folk der ikke er fuldtidsracerkørere, og ikke har de samme midler som store team. DTC Cuppen blev indført i 2003. Privatkørerne deltager også i det almindelige kørermesterskab.
Invitation Only: Op til sæsonen 2009 var der sket et fald i antallet af deltagere, og derfor valgte ledelsen at invitere nogle kørere med biler, der ikke levede op til det almindelige reglement, men alligevel var omtrent lige så hurtige. Invitation Only kørerne kan ikke deltage i det almindelige mesterskab.

## Mestre
| år   | Kørere          | Team                         | Bil               |
| ---- | --------------- | ---------------------------- | ----------------- |
| 1999 | Jesper Sylvest  | Sylvest Motorsport           | Peugeot 306 GTI   |
| 2000 | Michael Carlsen | Peugeot Sport Team Carlsen   | Peugeot 306 GTI   |
| 2001 | Michael Carlsen | Peugeot Sport Team           | Peugeot 306 GTI   |
| 2002 | Jason Watt      | Peugeot Statoil Motorsport   | Peugeot 307 xsi   |
| 2003 | Jan Magnussen   | Peugeot Statoil Motorsport   | Peugeot 307 GTI   |
| 2004 | Casper Elgaard  | Team Essex Invest            | BMW 320i E46      |
| 2005 | Casper Elgaard  | Team Essex Invest            | BMW 320i E46      |
| 2006 | Casper Elgaard  | Team Essex                   | BMW 320i E90      |
| 2007 | Michel Nykjær   | SEAT Racing Team             | Seat León         |
| 2008 | Jan Magnussen   | Den blå Avis                 | BMW 320i E90      |
| 2009 | Michel Nykjær   | Chevrolet Motorsport Danmark | Chevrolet Lacetti |
| 2010 | Casper Elgaard  | Team Telesikring             | BMW 320i E90      |

### DTC Cup
| år   | Kørere            | Team                       | Bil                     |
| ---- | ----------------- | -------------------------- | ----------------------- |
| 2003 | Jesper Sylvest    | Sylvest Motorsport         | Citroën Xsara Coupé VTS |
| 2004 | Mike Legarth      | Connection Racing          | BMW 320i E46            |
| 2005 | Michael Carlsen   | Carlsen BP Motorsport      | Peugeot 307 CC          |
| 2006 | Philip Andersen   | Team Essex Development     | BMW 320i E46            |
| 2007 | Michael Outzen    | JM Racing                  | BMW 320si E90           |
| 2008 | Robert Schlünssen | Team Peugeot Køge Sport    | Peugeot 407             |
| 2009 | Jens Reno Møller  | Team FDM Motorsport        | Seat León               |
| 2010 | Jens Reno Møller  | Team FDM-Teegee Motorsport | Seat León               |

## Kørere Teams 2009
| Navn               | Team                         | Bil                                   |  |
| ------------------ | ---------------------------- | ------------------------------------- |  |
| Michael Carlsen    | Carlsen Motorsport           | Peugeot 407                           |  |
| Henrik Lundgaard   | Chervolet Motorsport Danmark | Chevrolet Lacetti                     |  |
| Michel Nykjær      | Chervolet Motorsport Danmark | Chevrolet Lacetti                     |  |
| James Thompson     | Hartmann Honda Racing        | Honda Accord                          |  |
| Per Poulsen        | Hartmann Honda Racing        | Honda Accord                          |  |
| Jens Ole Mathiesen | JM Racing                    | BMW M3 E46 (Invitation Only)          |  |
| Kasper Jensen      | JM Racing                    | BMW 320i E46                          |  |
| Kim Morgan Jensen  | KC Motorsport                | BMW 320i E46                          |  |
| Tom Pedersen       | KP Racing                    | Mercedes C 200                        |  |
| Martin Marrill     | Perfection Racing            | Seat León Supercopa (Invitation Only) |  |
| Jan Magnussen      | Ree Sport                    | BMW 320si E90                         |  |
| Martin Jensen      | Ree Sport                    | BMW 320si E90                         |  |
| Jason Watt         | Team Bygma Jason Watt Racing | Seat León                             |  |
| Jens Reno Møller   | Team FDM Motorsport          | Seat León                             |  |
| Casper Elgaard     | Team FDM Motorsport          | Seat León                             |  |
| John Hansen        | Team JHI Racing              | Seat León Supercopa (Invitation Only) |  |
| Joachim Stephansen | Team Telesikring Racing      | BMW 320si E90                         |  |
| John Nielsen       | Team Telesikring Racing      | BMW 320si E90                         |  |
|                    |                              |                                       |  |